# Pigment violet de patate douce

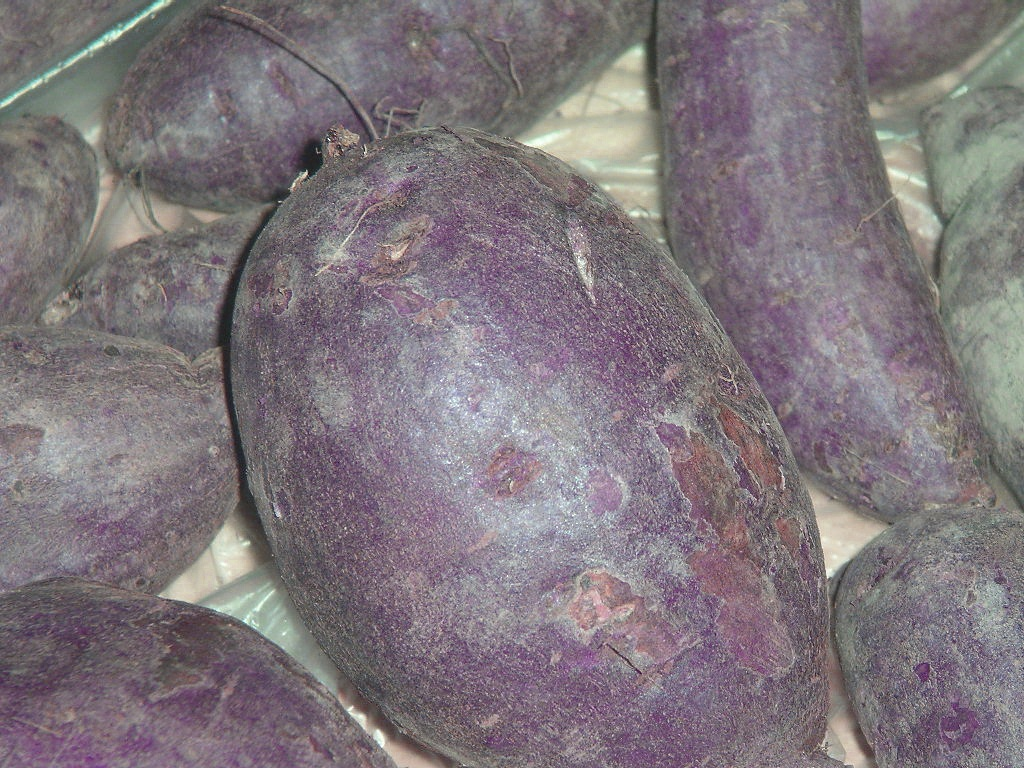
Patates douces violettes.

Les pigments violets de patate douce sont des colorants alimentaires anthocyanique,,, extrait des tubercules de patate douce (Ipomoea batatas) à chair violette ou pourpre.
Les pigments violets de patate douce présentent un grand intérêt comme substituts des colorants chimiques, voire des colorants d'origine animale, comme le rouge cochenille, refusés par certains consommateurs. Ils possèdent une grande stabilité de couleur et ont une couleur plus intense et une gamme de coloris plus large, allant  du rouge framboise au violet raisin, que les colorants extraits d'autres fruits et légumes. Ils sont également bien adaptés aux produits alimentaires car ils ont une saveur neutre, contrairement aux raisins par exemple, qui ont une belle couleur mais avec des tanins amers. En outre, les pigments de la patate douce présentent certains avantages pour la santé : ils sont légèrement anti-inflammatoires et anticancérigènes.
Ce colorant pourrait avoir des applications en tant qu' agent mutagène,, antioxydant, et anti-inflammatoire,,,.
Des études ont permis de prouver que ce colorant protège contre les lésions induites par le D-galactose,,, et qu'il a un potentiel en tant que traitement contre la galactosémie.

## Composants chimiques
Les composants chimiques (de la classe des anthocyanidines) suivants ont été identifiés dans les pigments violets de patate douce,
- cyanidine 3-cafféoylsophoroside-5-glucoside[11]
- péonidine 3-cafféoylsophoroside-5-glucoside[11]
- cyanidine 3-cafféoyl-p-hydroxybenzoylsophoroside-5-glucoside[11]
- péonidine 3-cafféoyl-p-hydroxybenzoyl-sophoroside-5-glucoside[11]
- péonidine-cafféoyl-féruloylsophoroside-5-glucoside[11]
- cyanidine 3-caffeoylsophoroside-5-glucoside[11]
- cyanidine 3-(6′′,6′′′-dicafféoylsophoroside)-5-glucoside[11]
- cyanidine 3-(6′′-cafféoyl-6′′′-féruloylsophoroside)-5-glucoside[11]
- péonidine 3-O-(6-O-(E)-cafféoyl-2-O-beta-D-glucopyranosyl-beta-D-glucopyranoside)-5-O-beta-D-glucoside[12]
- cyanidine 3-O-(6-O-p-coumaroyl)-beta-D-glucopyranoside[12]
- péonidine 3-O-(2-O-(6-O-(E)-cafféoyl-beta-D-glucopyranosyl)-6-O-(E)-cafféoyl-beta-D-glucopyranoside)-5-O-beta-D-glucopyranoside[12]
- péonidine 3-O-(2-O-(6-O-(E)-féruloyl-beta-D-glucopyranosyl)-6-O-(E)-cafféoyl-beta-D-glucopyranoside)-5-O-beta-D-glucopyranoside[12]

Une étude japonaise de 1999 analysant la teneur en anthocyanes et la composition de 19 clones de patates douces à chair violette a permis d'identifier les facteurs génétiques responsables de la variation de couleur de la pâte de patate douce, allant du violet rougeâtre au violet bleuâtre. Sur la base du ratio péonidine/cyanidine, ces clones ont été classés en deux groupes : le type « cyanidine », chez lequel la couleur bleue prédomine, et le type «  péonidine », dont la couleur vire vers le rouge avec l’augmentation du rapport péonidine/cyanidine. Ces résultats suggèrent qu'il est possible de prédire grossièrement le contenu et la composition en anthocyanes par l'analyse de la couleur de la pâte.